# Высшая премия Уайтхеда
Высшая премия Уайтхеда — премия по математике в память о Джоне Уайтхеде, президенте Лондонского математического общества с 1953 по 1955 год.
Присуждается Лондонским математическим обществом.
С 1987 года премия присуждается по нечётным годам, номинанты должны постоянно проживать в Великобритании по состоянию на 1 января соответствующего года.
Ранее удостоенные высших наград и медалей Лондонского математического общества не могут быть номинированы.

## Лауреаты премии
- 1974 Адамс, Джон Фрэнк
- 1976 Уолл, Терри
- 1978 Джеймс, Йоан
- 1980 Кендал, Дэвид
- 1982 Зиман, Кристофер
- 1984 Стюард, Джон
- 1987 Ранкин, Роберт
- 1989 Франкель, Эдвард
- 1991 Ликориш, Уильям
- 1993 Бёрч, Брайан Джон
- 1995 Бушнель, Колин
- 1997 Коутс, Джон Генри
- 1999 Пауэл, Майкл
- 2001 Мур, Дерек
- 2003 Нойман, Питер
- 2005 Мофат, Кеиф
- 2007 Боллобаш, Бела
- 2009 Мазья, Владимир Гилелевич
- 2011 Пила, Джонатан
- 2013 Кирван, Францес
- 2015 Маккай, Роберт
- 2017 Камерон, Питер
- 2019 Грин, Бен
- 2021 Брендл, Тара
- 2023 Смоктунович, Агата